# Praia do segredo
A Praia do Segredo é uma praia pública de água doce na cidade de Lajeado, região central do Tocantins. O atrativo turístico está localizado entre as serras e o Rio Tocantins, na região do lago da Usina Hidrelétrica Luís Eduardo Magalhães, a cerca de 61 km do centro Palmas.

### História
A Praia do Segredo é uma praia artificial construída pela Prefeitura Municipal de Lajeado, inaugurada no dia 5 de maio de 2018. O evento de abertura atraiu cerca de 7 mi visitantes, com estrutura permanente que dispunha de restaurantes, píer, banheiros, duchas, quiosques e estacionamento
1. ↑  Secretaria de Estado da Cultura e Turismo do Tocantins. «Praia do Segredo». Descubra o Tocantins. Consultado em 20 de agosto de 2022
2. ↑  Google Maps. «De Palmas, TO a Praia do Segredo - Google Maps». Consultado em 20 de agosto de 2022
3. ↑  G1 Tocantins (8 de maio de 2018). «Praia do Segredo é o novo destino turístico para banhistas no Tocantins». G1 Tocantins. Consultado em 20 de agosto de 2022